# Bistum Lafia
Das Bistum Lafia (lat.: Dioecesis Lafiensis) ist eine in Nigeria gelegene römisch-katholische Diözese mit Sitz in Lafia.

## Geschichte
Das Bistum Lafia wurde am 5. Dezember 2000 durch Papst Johannes Paul II. mit der Apostolischen Konstitution Petitum est nuper aus Gebietsabtretungen des Erzbistums Jos und des Bistums Makurdi errichtet und dem Erzbistum Abuja als Suffraganbistum unterstellt.

## Bischöfe von Lafia
- Matthew Ishaya Audu, 2000–2020, dann Erzbischof von Jos
- David Ajang, seit 2021